# Nihat Kahveci
Nihat Kahveci (Giresun, 23 november 1979) - voetbalnaam Nihat - is een Turks  voormalig voetballer.
De aanvaller debuteerde in het seizoen 1997/98 voor Beşiktaş JK. Voor de Turkse club scoorde hij in vijf seizoenen 105 competitiedoelpunten. In januari 2001 vertrok Nihat naar Real Sociedad. Met de club uit San Sebastian werd Nihat in het seizoen 2002/03 tweede. Hij vormde samen met Darko Kovačević een aanvalskoppel en Nihat maakte 23 doelpunten. In het seizoen dat volgde, nam Real Sociedad deel aan de Champions League. Hij heeft vervolgens in mei 2006 een contract getekend bij Villarreal tot medio 2010. In het seizoen 09/10 speelde Nihat opnieuw voor Beşiktaş. Het seizoen daarna werd zijn laatste seizoen als professioneel voetballer.

## Erelijst
| Türkiye Kupası | 1x | 1997/98, 2010/11 |
| Süper Kupa     | 1x | 1998             |

| Toernooi                | Winnaar | Winnaar | Runner-up | Runner-up | Derde   | Derde   |
| Toernooi                | Aantal  | Jaren   | Aantal    | Jaren     | Aantal  | Jaren   |
| Turkije                 | Turkije | Turkije | Turkije   | Turkije   | Turkije | Turkije |
| ----------------------- | ------- | ------- | --------- | --------- | ------- | ------- |
| WK                      |         |         |           |           | 1x      | 2002    |
| FIFA Confederations Cup |         |         |           |           | 1x      | 2003    |
| EK                      |         |         |           |           | 1x      | 2008    |

1 Reçber ·
2 Emre Aşık ·
3 Korkmaz ·
4 Akyel ·
5 Özalan ·
6 Erdem ·
7 Buruk ·
8 Kerimoğlu ·
9 Şükür  ·
10 Baştürk ·
11 Şaş ·
12 Çatkıç ·
13 Izzet ·
14 Havutçu ·
15 Nihat ·
16 Ümit Özat ·
17 Mansız ·
18 Penbe ·
19 Ercan ·
20 Ünsal ·
21 Emre Belözoğlu ·
22 Ümit Davala ·
23 Özgültekin ·
Coach: Güneş
1 Rüştü ·
2 Sonkaya ·
3 Korkmaz  ·
4 Akyel ·
5 Özalan ·
6 Penbe ·
7 Balcı ·
8 Arslan ·
9 Şanlı ·
10 Baştürk ·
11 Nihat ·
12 Çatkıç ·
13 Yıldırım ·
14 Barış ·
15 Üzülmez ·
16 Yılmaz ·
17 Servet ·
18 Kartal ·
19 Ateş ·
20 Şahin ·
21 Toraman ·
22 Karadeniz ·
23 Şahin ·
Coach: Güneş
1 Reçber ·
2 Servet ·
3 Balta ·
4 Zan ·
5 Emre Belözoğlu  ·
6 Mehmet Topal ·
7 Mehmet Aurélio ·
8 Nihat ·
9 Şentürk ·
10 Karadeniz ·
11 Metin ·
12 Zengin ·
13 Emre Güngör ·
14 Turan ·
15 Emre Aşık ·
16 Boral ·
17 Tuncay Şanlı ·
18 Kâzım-Richards ·
19 Akman ·
20 Sarıoğlu ·
21 Erdinç ·
22 Altıntop ·
23 Demirel ·
Coach: Terim